# Cet csillagkép

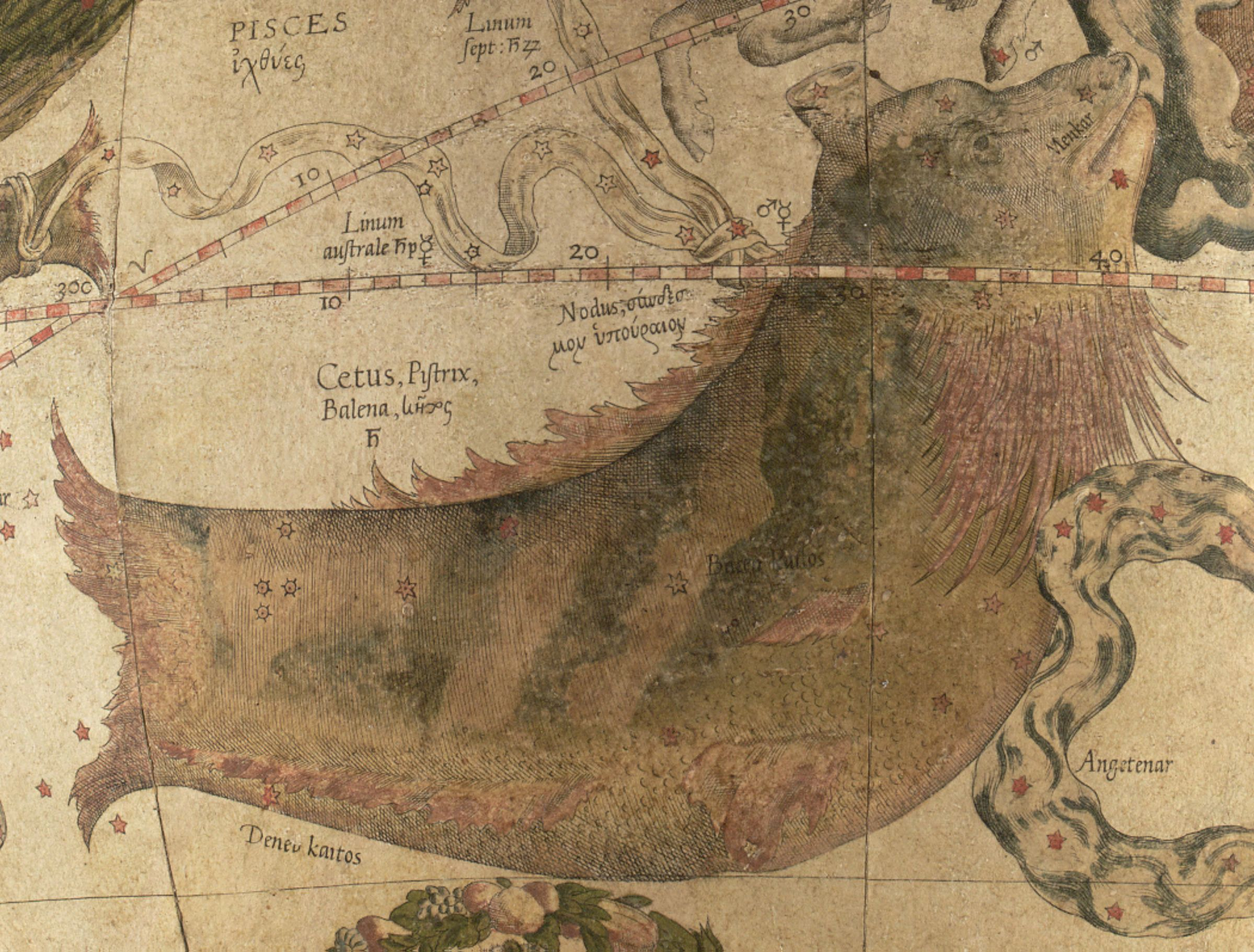
A Cet csillagkép

A Cet (latin: Cetus) egy csillagkép, amely Kétó megtestesítője, aki Gaia, és Pontosz leánya.

## Története, mitológia
Kétó, Kassziopeia, Képheusz, Perszeusz, Androméda egy görög mondakörbe tartoznak.
A cethal az a tengeri szörnyeteg, amit Poszeidón küldött Aithiopia királynőjének (Kassziopeia) megbüntetésére, aki hiúságával felbosszantotta az isteneket.
A csillagképet Mezopotámiában Tiamattal, a káosz mellett létező tengeri szörnnyel azonosították.
Későbbi görög mondákban a csillagképben az Alvilág kapuját vélték felfedezni, jelezve azt, hogy a csillagkép az ekliptika alatt található. A Halak csillagképpel együtt szerepel Héraklész 12 próbájának mondájában, nevezetesen az utolsó próbatételben, melyben Héraklész Eurüsztheusz parancsára felhozza fegyver nélkül az Alvilág őrzőjét, a háromfejű Kerberoszt.

## Látnivalók

### Csillagok
A Cet csillagképben található az egyik legkülönösebb változócsillag, az o Ceti, a Mira. Neve azt jelenti: „csodálatos”, s ez az első felfedezett változócsillag. Periódusa 331,65 nap, maximuma idején fényessége 2,0m, míg minimumban 10,1m fényességével láthatatlanná válik a szabad szem előtt, s így a csillagkép látványa megváltozik.
A csillagkép legfényesebb tagja a β Ceti (Deneb Kaitos = „a cethal farka”) 2,0 magnitúdóval, ezt követi az α Ceti (Menkar), illetve a τ Ceti, amely a 17. legközelebbi csillag. A β Ceti az égbolt azon részének legfényesebb csillaga, az α Ceti pedig feltűnő háromszöget alkot a Kos csillagkép főcsillagával és a Bika csillagképbeli Fiastyúkkal.
Mivel a Cet csillagkép az ekliptikához közel található, jó eséllyel találhatunk itt nagyobb inklinációjú kisbolygókat.

### Mélyég-objektumok
- NGC 17 spirálgalaxis
- A Cet csillagkép otthont ad pár távoli galaxisnak is, a legfényesebb az M77, mely egy Seyfert-galaxis a Delta Ceti közelében, fényessége 9m.

Cet csillagkép

- NGC 246 - planetáris köd
- NGC 247 - fényes galaxis